# Ľadový štít
Cet article fait partie d'un « bon thème » labellisé en 2011.
Le Ľadový štít (polonais : Lodowy Szczyt, allemand : Eistaler Spitze, hongrois : Jég-völgyi-csúcs) est le quatrième plus haut sommet de la Slovaquie et de la chaîne des Hautes Tatras qui appartient aux montagnes des Carpates occidentales. Il culmine à 2 627,3 mètres d'altitude. Il est le principal pic de la principale crête des Hautes Tatras. Pour cette raison, il a longtemps été considéré comme le point culminant principalement vu depuis le versant nord (Pologne).

## Toponymie
Le premier nom connu, mentionné dans une chronique de 1717, est Mons Anserinus. Le nom actuel signifie « sommet de glace » aussi bien en slovaque qu'en polonais. Il provient de la Ľadová dolinka ou « petite vallée glacée ». C'est une branche de la vallée de la Javorinka, d'accès difficile, cachée au nord du Zadný Ľadový štít et du Snehový štít où des névés peuvent se maintenir parfois plusieurs années de suite.

## Géographie

### Situation, topographie
Le Ľadový štít est situé dans le Centre-Nord de la Slovaquie, dans l'Ouest du district de Poprad, à 80 kilomètres au nord-ouest de la deuxième ville du pays, Košice, et 250 kilomètres au nord-est de la capitale Bratislava. La frontière polonaise passe à 6,5 kilomètres à l'ouest et Cracovie se trouve à 100 kilomètres au nord. Le sommet s'élève à 2 627,3 mètres d'altitude dans les Hautes Tatras, dans le massif des Tatras de la chaîne des Carpates, dont il constitue le quatrième plus haut sommet. Le Gerlachovský štít, point culminant du pays et de la chaîne, se trouve à 5,5 kilomètres au sud-ouest.
Le pic fait partie de la crête principale du massif des Hautes Tatras, dont l'orientation entre la Široká veža (2 461 m) et le Snehový štít (2 465 m) est perpendiculaire à l'orientation générale ouest-est. À l'est de la crête se situe la vallée de la Javorinka (Javorová dolina), une rivière dont l'écoulement est orienté vers le nord, tandis qu'à l'ouest se trouve la Malá Studená dolina dans laquelle se situent six lac d'origine glaciaire : le Modré pleso et les cinq lacs glaciaires de Spíš (Päť Spíšských plies) à une altitude de 2 013 m.

### Géologie
La montagne possède un relief rocheux alpin constitué de granodiorite appartenant à l'unité géologique Tatricum. Cette unité géologique est présente sur la plus grande partie du massif des Hautes Tatras et provient de sédiments préalpins du début du Paléozoïque au Mésozoïque. Des dépôts d'érosion du Pléistocène et de l'Holocène sont présents dans les vallées. Ces sédiments sont en alternance de type alluviaux et glaciaires en fonction des cycles climatiques.

### Climat
Il n'existe pas de station météorologique sur la montagne ; la station d'altitude la plus proche est sur le Lomnický štít (2 635 m). Le climat au sommet est de type montagnard.

### Faune et flore
Le Ľadový štít, culminant à plus de 2 600 mètres, présente sur ses versants les plus élevés des étages de végétation que l'on retrouve dans les Hautes Tatras. L'étage alpin s'étend entre 1 850 et 2 300 mètres d'altitude et l'on y retrouve des prairies d'altitude. À partir de 2 300 mètres d'altitude, l'étage subnival abrite une végétation pauvre, avec principalement des lichens. Dans les prairies alpines d'altitude, on ne compte plus que 300 espèces différentes sur l'ensemble des Tatras et seulement 40 sont présentes au-dessus de 2 600 mètres.

## Histoire

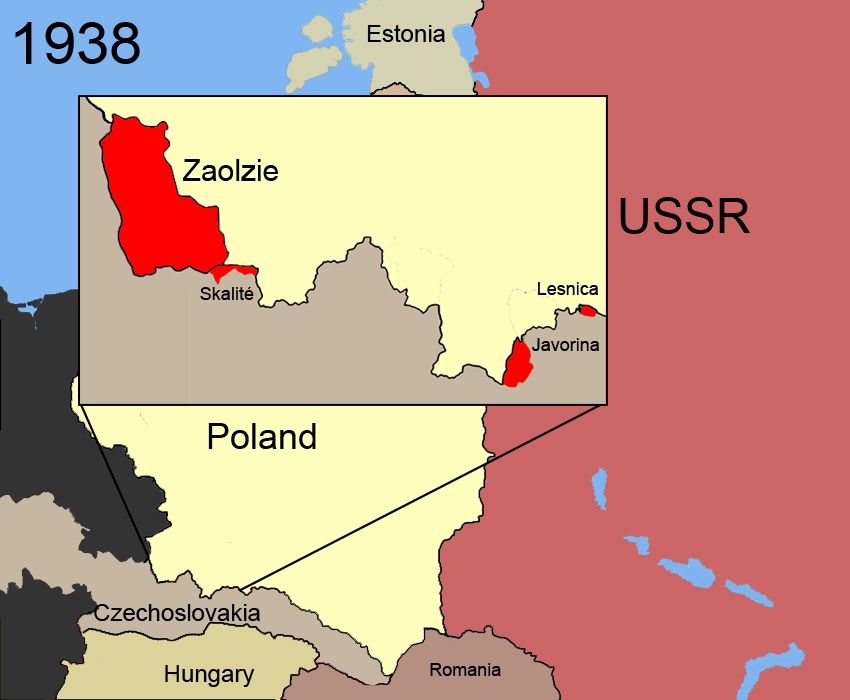
Schéma représentant les modifications territoriales concernant la Pologne à la suite des accords de Munich.

Avant le XIXe siècle, les versants de la montagne sont explorés par des mineurs et des bergers sans que nous soient parvenus des récits signalant une ascension jusqu'au sommet. En 1835, trois étudiants berlinois sont les premiers à faire une tentative ayant pour objectif le sommet. Ils échouent selon leurs dires proches de celui-ci.
La première ascension connue date de 1843. Elle est réalisée par un Anglais, J. Ball, accompagné de W. Richter, C. Ritter, un peintre hongrois dont le nom ne nous est pas parvenu et trois guides polonais du village de Jurgow. La première hivernale fut effectuée par Theodor Wundt avec son guide Jakob Horvay le 28 décembre 1891.
Le 23 septembre 1911, on enregistre le premier décès lors d'une ascension. La baronne Mittnachtová chute sur le chemin du retour après avoir consommé de l'alcool au sommet.
En octobre 1938, à la suite des accords de Munich, la Tchécoslovaquie doit céder des territoires à la Pologne. L'un d'entre eux comprenant Tatranská Javorina englobe le versant ouest du Ľadový štít. Cette occupation est de courte durée car l'État slovaque proclamé en mars 1939 déclare la guerre aux côtés de l'Allemagne nazie en septembre 1939 et réoccupe les territoires perdus moins d'un an avant. Durant cette courte période le Rysy (2 499 m) fut dépassé par le Ľadový štít comme point culminant de Pologne.

## Activités

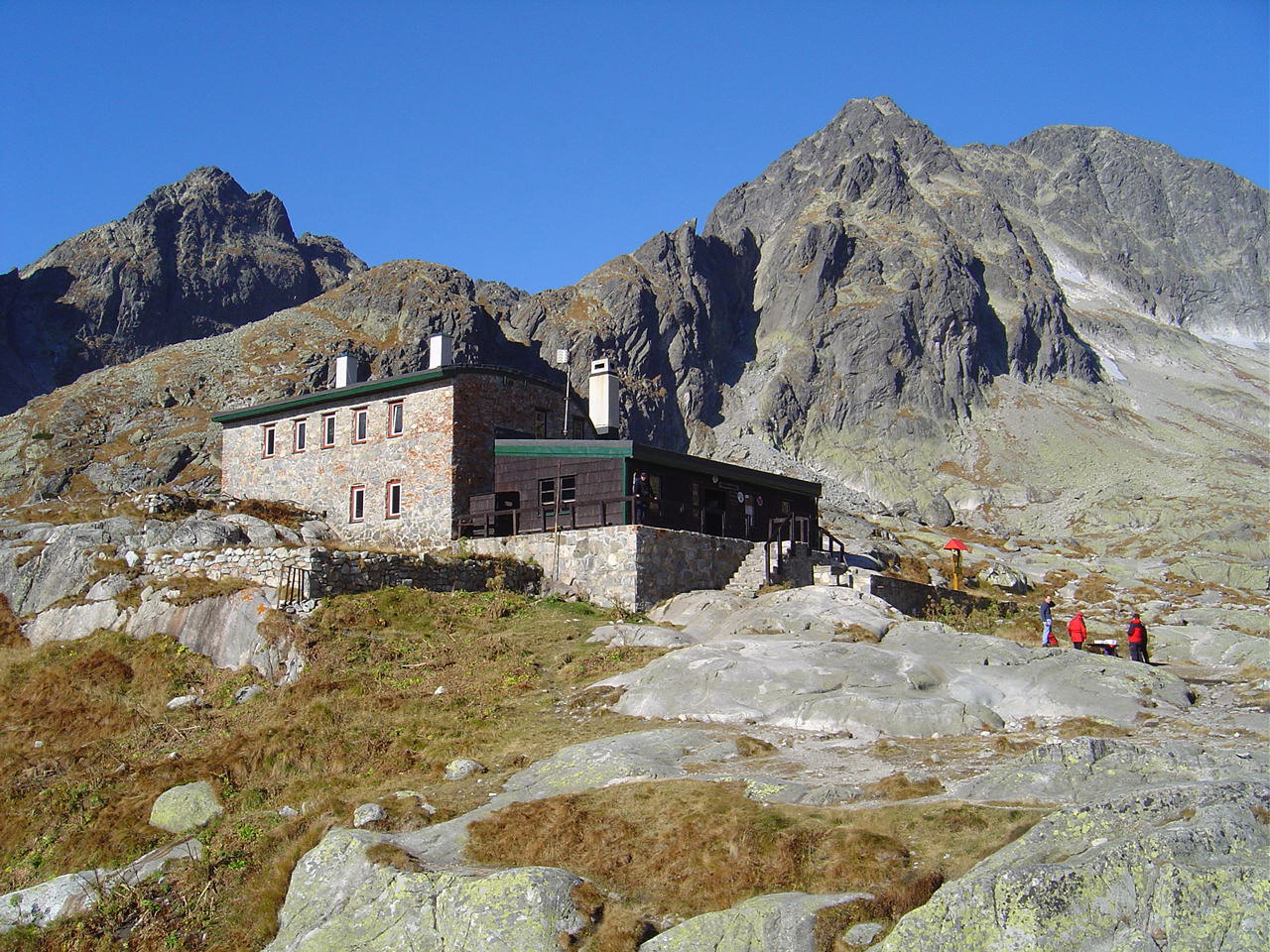
Le Téryho chata, un refuge de montagne situé au sud-est du Ľadový štít.

### Ascension
L'ascension doit être effectuée accompagnée d'un guide de montagne bien que certains itinéraires soient relativement aisés. L'itinéraire le plus difficile, surnommé « route du soleil », cotée degré V de difficultés est une ascension par le versant sud-est suivi de la crête sud-est jusqu'au Malý Ľadový štít. Plus facile est l'itinéraire suivant la crête sud dont le degré de difficulté est de II. Deux autres itinéraires relativement faciles et présentant un degré de difficultés de I sont une ascension par la crête sud-est via Ľadový koň et la flèche de Zadný ľadový štít et via Ľadová priehyba depuis le Téryho chata.

### Protection environnementale
Le Ľadový štít est situé dans le parc national slovaque des Tatras. En 1991, les réserves naturelles nationales de Javorová dolina sur le versant ouest et de Studené doliny à l'est ont été créées. Ces deux réserves ont été classées dans une zone de protection du cinquième degré dans laquelle l'organisme de protection, ici l'administration du parc national des Tatras, peut interdire toute forme d'activité humaine,. Ainsi, les randonneurs non accompagnés ou pratiquant le camping peuvent s'exposer à des amendes. De plus, les cairns sont régulièrement démontés pour ne pas détériorer le paysage.